# Vorn Vet
Vorn Vet (khmerül: វ៉ន វេត; Sziemreap tartomány, 1934 – Phnompen, 1978), született Peny Thuok (khmerül: ពេញ ធួក) kambodzsai forradalmár és a Vörös Khmer rezsim politikusa, a Kambodzsai Kommunista Párt Központi Bizottságának tagja. A Demokratikus Kambodzsa kormányában miniszterelnök-helyettesi posztot töltött be, valamint ipari, közlekedési és halászati miniszter is volt. 1978-ban hazaárulás vádjával letartóztatták, és a Tuol Szlengbe zárták, ahol később megölték. Pol Pot személyes parancsára feleségét és lányát is kivégezték.

## Élete
Vorn Vet 1934-ben született Sziemreap tartományban, földműves családba. 1953-ban csatlakozott a kambodzsai függetlenségért küzdő diákmozgalomhoz. Röviddel ezután otthagyta az iskolát, és még abban az évben csatlakozott a Khmer Isszarak gerilláihoz. 1959-ben a phnompeni pártbizottság tagja lett, 1962-től a városi kommunista pártsejt titkára volt, 1963-ban pedig a Központi Bizottság tagja lett. Az országban végrehajtott 1970-es puccs és Lon Nol hatalomra kerülése után, 1971 elején a párt Vetet bízta meg egy „különleges övezet” létrehozásával a fővárosban. Vet tagja volt a Vörös Khmer küldöttségnek, amely 1977-ben Pekingbe és Phenjanba látogatott. Az országba való visszatérése után azonban nem sokkal „Vietnám-párti szimpátiával” és „árulással” vádolták. 1978. november 2-án Vorn Vetet letartóztatták és a 21-es számú biztonsági börtönbe, Tuol Szlengbe (S-21) zárták, ahol kihallgatás közben „beismerte”, hogy „a forradalom érdekeinek kárára” cselekedett, állítólag együttműködött a CIA-vel, és Amerika- és Vietnám-párti propagandát folytatott. Vetet halálra ítélték, és még abban az évben kivégezték.